# Hilde Holger
Hilde Boman-Behram (Viena, 18 de outubro de 1905 - Londres, 24 de setembro de 2001), nascida Hilde Sofer, nome profissional Hilde Holger, foi uma dançarina expressionista, coreógrafa e professora de dança, cujo trabalho pioneiro em dança transformou a dança moderna.

## Família

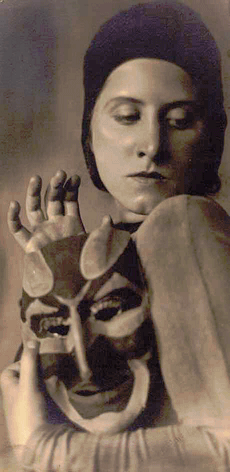
Hilde Holger 1925

A família de Hilde era judia liberal. Hilde era filha de Alfred e Elise Sofer Schreiber.  Seu pai escrevia poesia, mas faleceu em 1908. Seu avô fazia sapatos para a corte austríaca.
Depois de a Alemanha Nazista invadir a Áustria, Holger fugiu de Viena em 1939, e porque não lhe foi permitido entrar na Inglaterra, foi para a Índia. Em Bombaim conheceu o Dr. Ardershir Kavasji Boman-Behram, com quem casou em 1940.  A mãe da Hilde, seu padrasto e mais 14 parentes morreram no Holocausto.
Hilda Holger teve dois filhos, sendo a primeira uma filha em 1946 na Índia, de nome Primavera Boman-Behram. No ano 1948 a família de Holger emigrou para Inglaterra. Seu segundo filho foi um menino, Darius Boman-Behram, nascido em 1949 e que sofria de síndrome de Down, mas foi através disso que Holder foi inspirada a assumir o trabalho com pessoas incapacitadas fisicamente.

## Trabalho
Hilde Holger começou a dançar com seis anos de idade. Sendo jovem demais para entrar na Academia Estadual de Música e Artes Dramáticas na Academia Estadual de Viena, ela começou a estudar dança de salão junto com a sua irmã (Hedi Sofer) até ser aceita para estudar com a dançarina radical Gertrud Bodenweiser, que foi naquela época,  professora na Academia Estadual de Viena. Eles eram admiradores do trabalho de Isadora Duncan e Ruth St. Denis. Holger logo chegou a ser a dançarina principal e grande amiga de Gertrud Bodenweiser, e viajava com a companhia dela em toda parte de Europa Ocidental e Oriental. Ela viajava também com  o seu próprio grupo, o Grupo de Dança Hilde Holger. Quando tinha 18 anos fez a sua primeira apresentação a solo na Secessão Vienense, e mais tarde no Hagenbund de Viena, Paris e Berlim. A sua dança expressionista, muito elogiada, criou uma reação fora de sério. Por causa da sua paixão pela dança, no ano 1926 ela formou a Nova Escola da Arte de Movimento no Palais Ratibor bem no centro de Viena. As apresentações de crianças foram dançadas nos parques e na frente de monumentos ali. No dia 12 de março de 1938 a Alemanha Nazista mandou soldados entrarem na Áustria e criou uma lei que juntava a Alemanha com a Áustria, a Anschluss. Naquela época tornou-se ilegal para judeus participar em qualquer atividade de arte.
Holger recebeu ajuda do seu amigo Carlos Petrach para fugir da Áustria. Ela decidiu ir para a Índia porque ela disse que a arte da Índia era a mais imperiosa para a cultura ocidental naquela época.
Na Índia teve a oportunidade de usar novas experiências no seu trabalho, especialmente os gestos da dança Indiana. A dança Indiana clássica tem mais do que trezentos gestos, usados para expressar a vida e a natureza. Em 1941 Holger fundou uma nova escola de dança no Bombaim, aceitando pessoas de qualquer raça, religião e etnia, sem preconceito. Do mesmo jeito como ela fez quando ela esteve em Viena, Holger participou de novo na comunidade artística. Entre os seus amigos tinha o dançarino Indiano Ram Gopal, que também dançava na escola de Holger. Em 1948 ela mudou de novo por causa da Partição da Índia e a violência que estava crescendo entre muçulmanos e hindus. Desta vez Hilde partiu para Londres.
Depois de chegar ao Reino Unido, o seu Grupo Moderno de Ballet se apresentava nos parques, nas igrejas e nos teatros. Mais uma vez ela abriu uma nova escola de dança – A Escola da Hilde Holger de Dança Contemporânea e ficou fiel ao estilo de sempre  - que o corpo e a mente tem que formar uma só unidade, para que o dançarino seja o melhor. O progresso mais importante que ela consiguio em Londres, no ano 1951, Holger celebrou na estreia de “Sob o Mar”, que  foi inspirado pela composição  por Camille Saint-Saëns.
Em 1972 ela apresentou uma dança chamada “Homem contra Dilúvio” para honrar o Rewi Alley,  membro do Partido Comunista da China. Esta dança incluiu participantes que formaram uma parede humana contra uma inundação de água.
A sua interpretação “Apsaras” (1983) explorou a suas experiências na Índia. No verão de 1983 Holger voltou para a Índia, aonde ela tinha ficada no ano 1948. Foi  lá que ela trabalhava como coreógrafa para um grupo grande de dança dirigido por Sachin Shankar.
Holger tinha orgulho especial do seu trabalho com as pessoas mentalmente deficientes. Ela criou uma forma de terapia de dança para crianças, que, como o seu próprio filho Darius, sofreu de síndrome de Down. Holger era a primeira pessoa que integrou  dançarinos profissionais com jovens e adultos que tinha incapacidades sérias. Ela realizou seu sonho em 1968 em Sadler's Wells, quando ela criou  “Em direção para a Luz” com música por Edward Grieg.  Foi trabalho pioneiro e uma das primeiras apresentações de dança integrada a ser realizada num palco profissional.

## Obra de Toda Vida
Hilde Holger deixou uma marca muito forte em três gerações de dançarinos, e em quem trabalhava com coreografia. Quando ela estava ensinando, suas expectativas eram altas e ela não tinha medo de corer riscos. Ela aceitava as pessoas sem preconceito, inclusive aquelas que eram incapacitadas. Ela apenas esperava sinceridade na parte de todos.
Um dos seus alunos, por nome Wolfgang Stange, continuou o trabalho que ela começou com pessoas incapacitadas, como aquelas que sofriam de Síndrome de Down, ou de autismo, do mesmo jeito que ela aceitou qualquer pessoa incapacitada fisicamente. A  Companhia de Stange, chamada Companhia de Teatro de Dança na Grã-Bretanha criou “HILDE” que foi apresentada no teatro “Margem de Rio” em Londres no ano 1996, e também no Ódeon em Viena em 1998. Esta apresentação de “HILDE” em Viena emocionou o Mestre de Balé da Casa Estadual de Ópera e Balé de Viena de tal maneira, que ele apresentou uma interpretação no palco da casa de ópera, feita por pessoas com problemas de aprendizagem  que foi recebida com muitos aplausos.
Nas últimas semanas da sua vida Holger continuou dando aulas de dança no estúdio dela em Camden Town, Londres, onde morava há mais de cinquenta anos. Entre os alunos dela estão Liz Aggiss, Jane Asher, Primavera Boman, Carol Brown, Carl Campbell, Sophie Constanti, Jeff Henry, Ivan Illich, Luke Jennings, Thomas Kampe, Claudia Kappenberg, Cecilia Keen Abdeen, Lindsay Kemp, Juliet Miangay-Cooper, Royston Maldoom OBE, Anna Niman, David Niman, Litz Pisk, Kristina Rihanoff, Kelvin Rotardier, Feroza Seervai, Rebecca Skelton, Marion Stein, Sheila Styles, Jacqueline Waltz e Vally Wieselthier.

## Coreografias
| Ano  | Rendimento                                   | Música                                                        | Local do congresso                   | Outro                              |  |
| ---- | -------------------------------------------- | ------------------------------------------------------------- | ------------------------------------ | ---------------------------------- |  |
| 1923 | Bouree                                       | Johann Sebastian Bach                                         | Wiener Secession                     |                                    |  |
| 1923 | Eine Seifenblase                             | Claude Debussy                                                | Wiener Secession                     |                                    |  |
| 1923 | Forelle                                      | Franz Schubert                                                | Wiener Secession                     |                                    |  |
| 1923 | Humoreske                                    | Max Reger                                                     | Wiener Secession                     |                                    |  |
| 1923 | Le Martyre de Saint Sebastien                | Claude Debussy                                                | Wiener Secession                     |                                    |  |
| 1923 | Reiter im Sturm                              | Siegfried Frederick Nadel                                     | Wiener Secession                     |                                    |  |
| 1923 | Sarabande                                    | Johann Sebastian Bach                                         | Wiener Secession                     |                                    |  |
| 1923 | Trout                                        |                                                               |                                      |                                    |  |
| 1923 | Vogel als Prophet                            | Franz Schubert                                                | Wiener Secession                     |                                    |  |
| 1926 | Funeral March for a Canary                   | Lord Berners                                                  |                                      |                                    |  |
| 1926 | Mechanical Ballet                            |                                                               |                                      |                                    |  |
| 1929 | Chaconne & Variations                        | George Frideric Handel                                        |                                      |                                    |  |
| 1929 | Englischer Schafertanz                       | Percy Aldridge Grainger                                       |                                      |                                    |  |
| 1929 | Hebraischer Tanz solo                        | Alexander Moissejewitsch Weprik                               |                                      |                                    |  |
| 1929 | Lebenswende                                  | Karel Boleslav Jirák                                          |                                      |                                    |  |
| 1929 | Marsch                                       | Sergei Sergejewitsch Prokofjew                                |                                      |                                    |  |
| 1929 | The Martyrdom of Saint Sebastien             | Claude Debussy                                                |                                      |                                    |  |
| 1929 | Mutter Erde                                  | Heinz Graupner                                                |                                      |                                    |  |
| 1929 | Sarabande und Bourree                        | Johann Sebastian Bach                                         |                                      |                                    |  |
| 1929 | Tanz nach Rumaischene Motive                 | Béla Bartók                                                   |                                      |                                    |  |
| 1931 | Javanische Impression                        | Heinz Graupner                                                |                                      |                                    |  |
| 1933 | Kabbalistischer Tanz                         | Vittorio Rieti                                                |                                      |                                    |  |
| 1936 | Ahasver                                      | Marcel Rubin                                                  | Volkshochschule, Wien                |                                    |  |
| 1936 | Barbarasong                                  | Kurt Weill                                                    | Volkshochschule, Wien                |                                    |  |
| 1936 | Engel der Verkündigung                       | Georg Friedrich Händel                                        | Volkshochschule, Wien                |                                    |  |
| 1937 | Flämischer Bilderboden                       | depois Breughel                                               | Volksbildungshaus, Stöbergasse, Wien |                                    |  |
| 1937 | Golem                                        | Friedrich Wilckens                                            | Volksbildungshaus, Stöbergasse, Wien |                                    |  |
| 1937 | Mystischer Kreis                             | Rudolph Reti                                                  | Volksbildungshaus, Stöbergasse, Wien |                                    |  |
| 1937 | Orientalischer Tanz                          | Graupner                                                      | Volksbildungshaus, Stöbergasse, Wien |                                    |  |
| 1937 | Passacaglia                                  | Georg Friedrich Händel                                        | Volksbildungshaus, Stöbergasse, Wien |                                    |  |
| 1937 | Tango                                        | Ralph Benatzky                                                | Volksbildungshaus, Stöbergasse, Wien |                                    |  |
| 1948 | Annunciation                                 |                                                               |                                      |                                    |  |
| 1948 | Emperors new Clothes                         | Wolfgang Amadeus Mozart                                       |                                      |                                    |  |
| 1948 | Pavane                                       | Maurice Ravel                                                 |                                      |                                    |  |
| 1948 | Russian Fairy Tales                          | Alexander Porfirjewitsch Borodin, Modest Petrovich Mussorgsky |                                      |                                    |  |
| 1948 | Selfish Giant                                |                                                               |                                      |                                    |  |
| 1948 | Tales and Legends in Modern Ballet           |                                                               |                                      |                                    |  |
| 1948 | Viennese Waltz                               | Johann Strauss II                                             |                                      |                                    |  |
| 1952 | Dance with Cymbals on the Indian Ocean       |                                                               |                                      |                                    |  |
| 1952 | Dance with Tambourines                       | Fritz Dietrich                                                |                                      |                                    |  |
| 1952 | Nocturne                                     | Heinz Graupner                                                |                                      |                                    |  |
| 1952 | Slavic Dance                                 | Antonín Dvořák                                                |                                      |                                    |  |
| 1954 | Aztec Cult (Sacrifice)                       |                                                               |                                      |                                    |  |
| 1954 | Barbar the Elephant                          |                                                               |                                      |                                    |  |
| 1954 | Old Vienna                                   |                                                               |                                      |                                    |  |
| 1954 | Orchid                                       |                                                               |                                      |                                    |  |
| 1954 | Rhythm of the East                           |                                                               |                                      |                                    |  |
| 1954 | Selfish Giant                                |                                                               |                                      |                                    |  |
| 1954 | Tibetan Prayer Songs                         |                                                               |                                      |                                    |  |
| 1955 | Angels                                       |                                                               |                                      |                                    |  |
| 1955 | Dance Etudes                                 |                                                               |                                      |                                    |  |
| 1955 | Galliarde-Siciliano                          | Ottorino Respighi                                             |                                      |                                    |  |
| 1955 | Hoops                                        | Georges Bizet                                                 |                                      |                                    |  |
| 1955 | Jazz                                         | Heinz Graupner                                                |                                      |                                    |  |
| 1955 | Men & Horses                                 | John S. Beckett                                               |                                      |                                    |  |
| 1955 | Toccata                                      | Pietro Domenico Paradies                                      |                                      |                                    |  |
| 1955 | Under the Sea                                | Camille Saint-Saëns                                           | Sadler’s Wells                       |                                    |  |
| 1955 | Valse Caprice                                | Aram Khachaturian                                             |                                      |                                    |  |
| 1956 | Etude                                        |                                                               |                                      |                                    |  |
| 1956 | Prelude                                      | Johann Sebastian Bach                                         |                                      |                                    |  |
| 1956 | Theme and Variations                         | George Frideric Handel                                        |                                      |                                    |  |
| 1957 | Allegro Vivaci                               | Johann Sebastian Bach                                         |                                      |                                    |  |
| 1957 | Bird                                         |                                                               |                                      |                                    |  |
| 1957 | Café Dansant                                 | George Gershwin                                               |                                      |                                    |  |
| 1957 | Egypt                                        |                                                               |                                      |                                    |  |
| 1957 | The Hunter and the Geese                     |                                                               |                                      |                                    |  |
| 1957 | Madonna                                      |                                                               |                                      |                                    |  |
| 1957 | March                                        | Lev Knipper                                                   |                                      |                                    |  |
| 1957 | Nativity                                     | George Frideric Handel, Franz Schubert, Johann Sebastian Bach |                                      |                                    |  |
| 1957 | Sale                                         | Johann Strauss II                                             |                                      |                                    |  |
| 1957 | The Toyshop                                  | Aram Khachaturian                                             |                                      |                                    |  |
| 1957 | Stranger                                     | Aaron Copland                                                 |                                      |                                    |  |
| 1957 | Witches Kitchen and Walpurgisnight           | Paul Dukas                                                    |                                      |                                    |  |
| 1958 | Dance Divertissement                         |                                                               |                                      |                                    |  |
| 1958 | Dance for four Women                         | Joaquín Turina                                                |                                      |                                    |  |
| 1958 | Dance with Bells                             | John S. Beckett                                               |                                      |                                    |  |
| 1958 | Ritual Fire Dance                            | Manuel de Falla                                               |                                      |                                    |  |
| 1958 | Song of the Earth                            | Antonín Dvořák                                                |                                      |                                    |  |
| 1960 | Allegro                                      | Arcangelo Corelli                                             |                                      |                                    |  |
| 1960 | Dawn of Life                                 |                                                               |                                      |                                    |  |
| 1960 | The Farmer’s Curst Wife                      | Peter Warlock                                                 |                                      |                                    |  |
| 1960 | Frankie and Johannie                         | Peter Warlock                                                 |                                      |                                    |  |
| 1960 | Imaginary Invalid                            | Gioachino Rossini                                             |                                      |                                    |  |
| 1960 | Secret Annexe                                |                                                               |                                      |                                    |  |
| 1960 | West Indian Spiritual                        |                                                               |                                      |                                    |  |
| 1961 | Dance for Two                                | Germaine Tailleferre                                          |                                      |                                    |  |
| 1961 | Egypt                                        |                                                               |                                      |                                    |  |
| 1961 | The House of Bernarda Alba (The Sisters)     | Joaquín Turina                                                |                                      | escrito por Federico Lorca         |  |
| 1961 | Metamorphoses                                | Ovid                                                          |                                      |                                    |  |
| 1961 | Pierrot                                      | Johann Sebastian Bach                                         |                                      |                                    |  |
| 1963 | Dance for Men                                |                                                               |                                      |                                    |  |
| 1963 | Dream                                        | Friedrich Wilckens                                            |                                      |                                    |  |
| 1963 | Lady Isobel and the Elf Knight               | Peter Warlock                                                 |                                      |                                    |  |
| 1963 | Narcissus (The Image)                        | Heinz Graupner                                                |                                      |                                    |  |
| 1965 | Ballad of the Hanged (Villons Epitaph)       |                                                               |                                      |                                    |  |
| 1965 | Cain’s Morning                               |                                                               |                                      |                                    |  |
| 1965 | Canticle of the Sun                          | Johann Pachelbel                                              |                                      |                                    |  |
| 1965 | Creation of Adam & Eve                       | Olivier Messiaen                                              |                                      |                                    |  |
| 1965 | Nightwalkers                                 | Olivier Messiaen                                              |                                      |                                    |  |
| 1965 | Saint Francis and his sermon to the birds    |                                                               |                                      |                                    |  |
| 1968 | Angelic Prelude – Inspirations               | Giuseppe Torelli                                              |                                      |                                    |  |
| 1968 | Salome                                       | Philip Croot                                                  |                                      |                                    |  |
| 1968 | Towards the Light                            | Edvard Grieg                                                  | Sadlers Wells                        |                                    |  |
| 1968 | The Wise & Foolish Virgins                   | Philip Croot                                                  |                                      |                                    |  |
| 1970 | The Scarecrow                                |                                                               |                                      |                                    |  |
| 1971 | Snowchild                                    |                                                               |                                      |                                    |  |
| 1972 | Bamboo                                       | Aram Chatschaturjan                                           | Commonwealth Institute, London       |                                    |  |
| 1972 | Bauhaus                                      | Erik Satie                                                    | Commonwealth Institute, London       |                                    |  |
| 1972 | Embrace                                      | Erik Satie                                                    | Commonwealth Institute, London       |                                    |  |
| 1972 | Flight                                       |                                                               | Commonwealth Institute, London       |                                    |  |
| 1972 | Hieronymus Bosch                             | Roger Cutts                                                   | Commonwealth Institute, London       |                                    |  |
| 1972 | Honoré Daumier                               |                                                               | Commonwealth Institute, London       |                                    |  |
| 1972 | The Hypopatic Doctor                         | Gioachino Rossini, Franz Schubert                             | Commonwealth Institute, London       |                                    |  |
| 1972 | Inspirations                                 | Sergei Rachmaninoff, Claude Debussy                           | Commonwealth Institute, London       |                                    |  |
| 1972 | Man against Flood                            | Yin Chengzong                                                 | Commonwealth Institute, London       | baseado no livro de Rewi Alley     |  |
| 1972 | Prelude                                      |                                                               |                                      |                                    |  |
| 1972 | Renaissance, Scene on Earth, Scene on Heaven | Mompou, Gordon Langford, Banchieri                            | Commonwealth Institute, London       |                                    |  |
| 1972 | Shiva and the Grasshopper                    | Gordon Langford                                               | Commonwealth Institute, London       | baseado no poema de Kipling        |  |
| 1972 | Suspension                                   | Maurice Ravel                                                 | Commonwealth Institute, London       |                                    |  |
| 1972 | Tranquillity                                 | Alan Hovhaness                                                | Commonwealth Institute, London       |                                    |  |
| 1972 | Tribal Nocturne                              | Béla Bartók                                                   | Commonwealth Institute, London       |                                    |  |
| 1974 | Archaic                                      |                                                               |                                      |                                    |  |
| 1974 | Bamboo                                       | Aram Chatschaturjan                                           |                                      |                                    |  |
| 1974 | Egypt                                        | Giuseppe Verdi                                                |                                      |                                    |  |
| 1974 | Hieronymus Bosch                             | Roger Cutts                                                   |                                      |                                    |  |
| 1974 | The Hunter and the Hunted                    |                                                               |                                      |                                    |  |
| 1974 | Paul Klee Spring Awakening                   | Béla Bartók                                                   |                                      |                                    |  |
| 1974 | Renaissance                                  | Federico Mompou                                               |                                      |                                    |  |
| 1974 | Spring Awakening                             |                                                               |                                      |                                    |  |
| 1975 | Inspirations                                 | Sergei Rachmaninow, Claude Debussy                            | Hampstead Theatre, London            |                                    |  |
| 1975 | Mobiles                                      | Alfredo Casella                                               | Hampstead Theatre, London            |                                    |  |
| 1975 | Paul Klee Spring Awakening                   | Béla Bartók                                                   | Hampstead Theatre, London            |                                    |  |
| 1975 | Rockpaintings                                | Roger Cutts                                                   | Hampstead Theatre, London            |                                    |  |
| 1975 | Toulouse Lautrec                             | Erik Satie                                                    | Hampstead Theatre, London            |                                    |  |
| 1976 | The Park                                     |                                                               |                                      |                                    |  |
| 1977 | Prelude and Chorale                          | César Franck                                                  |                                      |                                    |  |
| 1977 | Sacred and Profane Dance                     |                                                               |                                      |                                    |  |
| 1979 | African Poetry                               |                                                               |                                      |                                    |  |
| 1979 | Apsaras                                      |                                                               |                                      |                                    |  |
| 1979 | Homage to Barbara Hepworth                   | Heitor Villa-Lobos                                            |                                      |                                    |  |
| 1979 | Prelude                                      | Giuseppe Torelli                                              |                                      |                                    |  |
| 1979 | Tower of Mothers                             | Carl Orff                                                     |                                      |                                    |  |
| 1979 | Tradisches Ballet                            |                                                               |                                      | coreografado por Oskar Schlemmer   |  |
| 1979 | We are Dancing                               | Johann Sebastian Bach                                         |                                      |                                    |  |
| 1983 | The Bow and Arrow                            | David Sutton-Anderson                                         | Hampstead Theatre, London            |                                    |  |
| 1983 | Fishes                                       | David Sutton-Anderson                                         | Hampstead Theatre, London            |                                    |  |
| 1983 | The Letter                                   | Coleridge                                                     | Hampstead Theatre, London            |                                    |  |
| 1983 | The Manikin                                  | Coleridge                                                     | Hampstead Theatre, London            |                                    |  |
| 1983 | The Penguin Story                            | David Sutton-Anderson                                         | Hampstead Theatre, London            |                                    |  |
| 1983 | Pick a Back                                  | Coleridge                                                     | Hampstead Theatre, London            |                                    |  |
| 1983 | Poems on a Boy’s Painting                    | David Sutton-Anderson                                         | Hampstead Theatre, London            | Poesia de Ke Yan, imagens de Bu Di |  |
| 1983 | Sea and Sand                                 |                                                               | Hampstead Theatre, London            | Gedichte von Rewi Alley            |  |
| 1983 | Sea, Clouds, Sparkling Lighthouse, Flames    |                                                               | Hampstead Theatre, London            |                                    |  |
| 1983 | Umbrellas                                    |                                                               | Hampstead Theatre, London            | Poesia de Ke Yan, imagens de Bu Di |  |
| 1983 | What is a Poem                               | David Sutton-Anderson                                         | Hampstead Theatre, London            |                                    |  |
| 1984 | The City                                     | Marcel Rubin                                                  | Hampstead Theatre, London            |                                    |  |
| 1984 | Don Quixote                                  | David Sutton-Anderson                                         | Hampstead Theatre, London            |                                    |  |
| 1984 | Ritual                                       | David Sutton-Anderson                                         | Hampstead Theatre, London            |                                    |  |
| 1984 | Scherzo                                      | Frédéric Chopin                                               |                                      |                                    |  |
| 1988 | Children of the Vorstadt                     | Franz Lehár                                                   | Hampstead Theatre, London            |                                    |  |
| 1988 | Childrens' Games                             |                                                               |                                      |                                    |  |
| 1988 | Death and the Maiden                         | Franz Schubert                                                | Hampstead Theatre, London            |                                    |  |
| 1988 | Egon Schiele in Memoriam, The Dying Empire   | Strauss                                                       | Hampstead Theatre, London            |                                    |  |
| 1988 | The Family                                   | Hugo Wolf                                                     | Hampstead Theatre, London            |                                    |  |
| 1988 | Flemish Picture Sheet                        |                                                               |                                      |                                    |  |
| 1988 | Fluteplayers                                 |                                                               |                                      |                                    |  |
| 1988 | Four Seasons                                 | Antonio Vivaldi                                               | Hampstead Theatre, London            |                                    |  |
| 1988 | Golem                                        | Wilckens                                                      |                                      |                                    |  |
| 1988 | Hands                                        | David Sutton-Anderson                                         | Hampstead Theatre, London            |                                    |  |
| 1988 | The Least is the Most                        | Schlagzeug: David Sutton-Anderson                             | Hampstead Theatre, London            |                                    |  |
| 1988 | Mechanical Ballet                            | Ludwig Hirschfeld Mack                                        |                                      |                                    |  |
| 1988 | Models                                       | Franz Schubert, Arnold Schönberg                              | Hampstead Theatre, London            |                                    |  |
| 1995 | Whales                                       |                                                               |                                      |                                    |  |
| 2000 | Rhythms of the Unconscious Mind              |                                                               |                                      |                                    |  |

## Literatura
- Denny Hirschbach, Rick Takvorian (Hg.): O Poder da Dança. Hilde Holger. Wien.Bombay.London.Bremen: characters + tracks 1990. ISBN 3-924588-19-8